# 古希臘雕塑

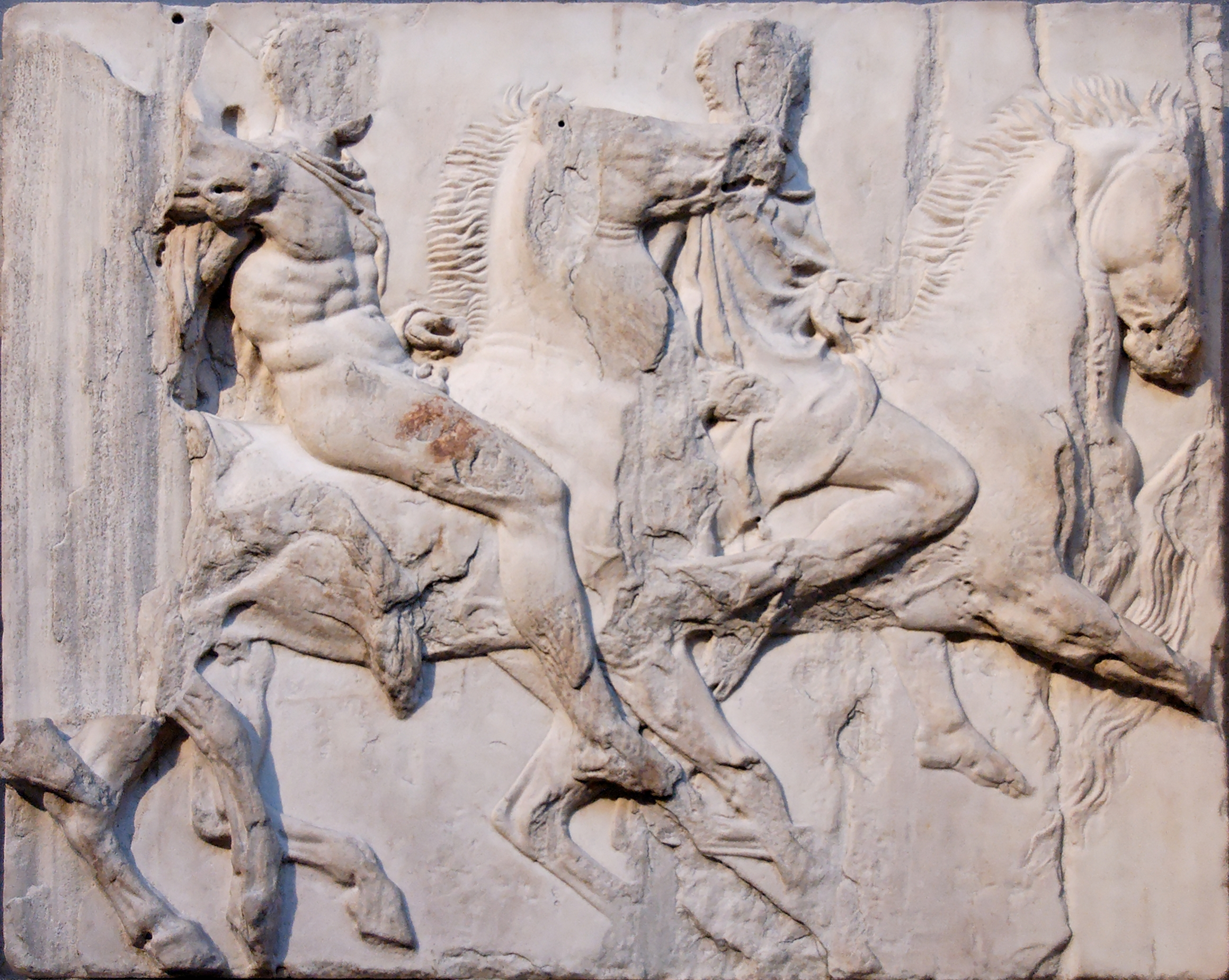
帕台農神廟三角楣上的騎手，約公元前440年

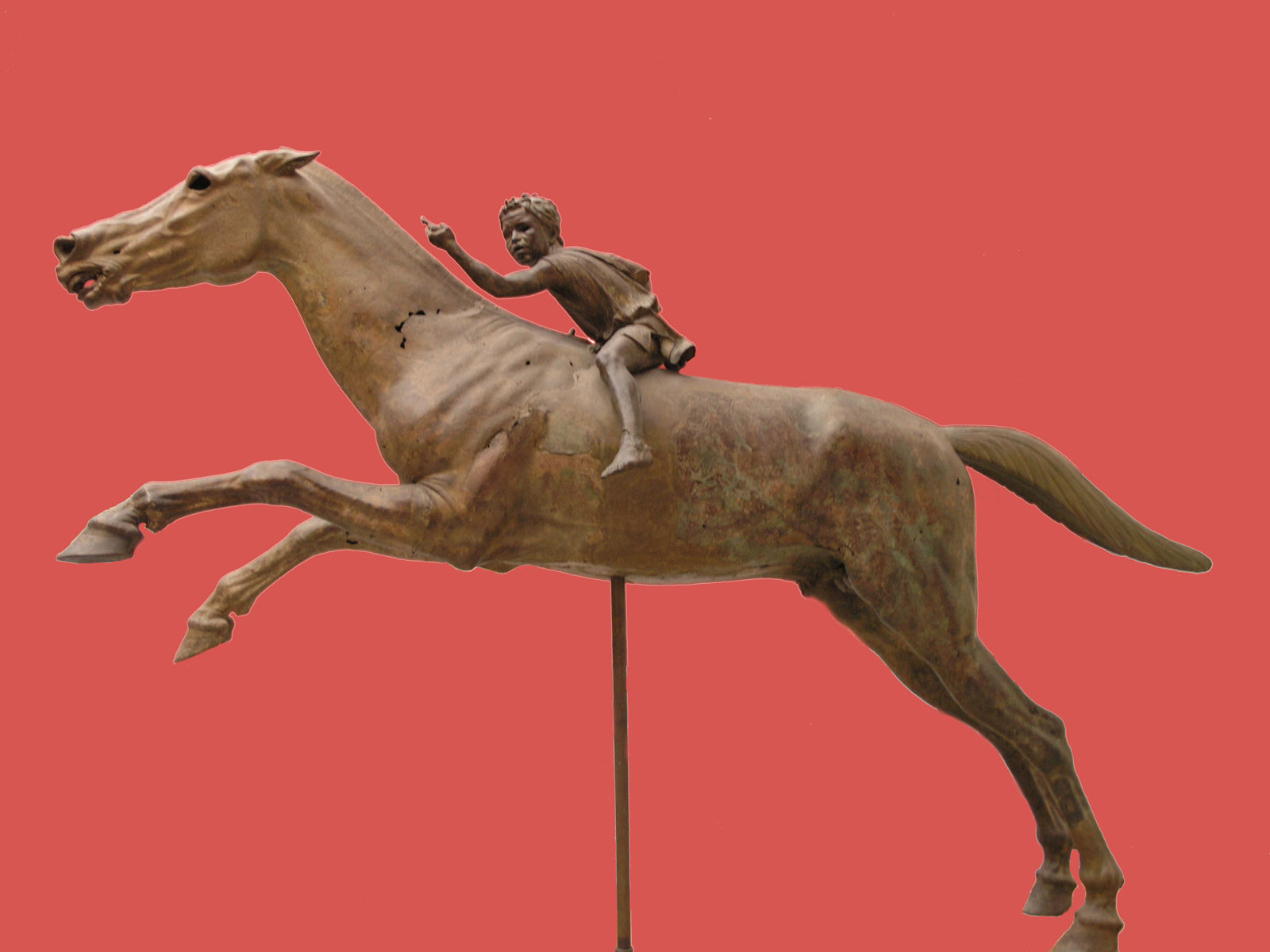
少年和马，屬於希臘化時代晚期青銅雕像，雅典國家考古博物館所藏

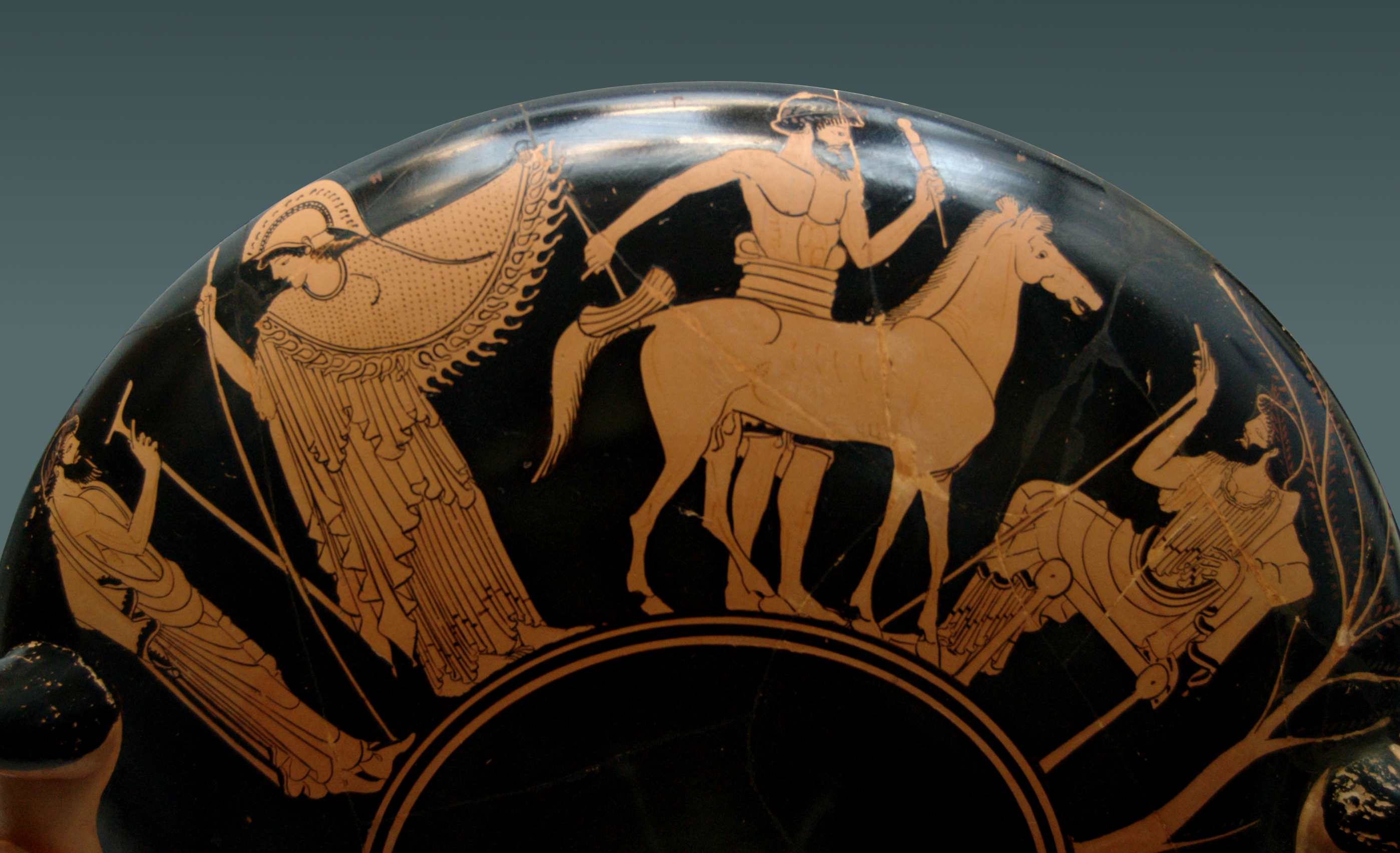
基里克斯杯，州立文物博物馆

古希臘雕刻（希臘語：Αρχαία ελληνική γλυπτική），指的是一種將固體材料彫刻成人類、動物或神話故事的藝術，屬於古希臘藝術中較為明顯的一項，發展時間大約於公元前10世紀至公元前1世紀。從文藝復興其，歐洲人對此種藝術開始出現模仿的風潮，至今未衰。
與大多數古希臘文化相反，彫塑是古代希臘藝術中主要的倖存者，在現代希臘乃至全歐洲的文化中依然隨處可見。按照現代考古學，確定了希臘人的青銅製和石頭製的彫塑分為三個階段：一個是遠古時期（公元前 650 年至公元前 480 年），一個是古典時期（公元前 480-323 年），最後一個是希臘化時期。在所有時期中，都有大量的希臘人物彫像和金屬彫刻裝飾遺留，其中的大多數工藝已經能打到現代的手工等級。
希臘人很早就決定“人體”是彫刻藝術創作中最主要的形式，因為希臘人認為“神”就是人類的形狀，所以在藝術上並不會像後來的歐洲藝術區分“宗教”和“世俗”，在希臘人的觀點看來，人體可以又是人間的又是神聖的。例如阿波羅或赫拉克勒斯的裸體彫像經常被擺放在古希臘奧運會的會場上，甚至有些彫像就是根據上屆拳擊冠軍的肌肉作為模板來雕刻的。在古代希臘的經濟貧困時，其彫像是單一的人體；而在經濟騰飛的希臘化時期，則會變為多人群像。到了現代希臘，浮彫比立體彫塑更受歡迎，原因是浮彫通常面積更大、高度更高，並且彫刻時間比立體彫塑短，更加符合現代人的需要。
古希臘彫刻在哲學上特點是理想主義、質樸、注重公共性、雅致、單一色調（通常是白色），所以在西方美術史中，古希臘雕刻作為西方的藝術之母，深深影響了後來西方美術的發展。

## 起源
希臘半島及其周圍島嶼和小亞細亞西部沿海地帶出產大理石和黏土，奠定了古希臘雕刻的發展基礎。由於執政者的提倡、宗教服務的需要，因此促成古希臘雕刻藝術不斷的發展的良好條件，雕刻的目標有神祇、運動員或是紀錄重大的歷史事件。

## 特色
由於古希臘神話的影響之下，其傳達的是「神人同形同性」的理念。在這種理念影響下，藝術家都是按照真實的人形象來雕刻，並大多以裸體風格來呈現作品，在他們眼中，單純是一種「美」的凝視，藉由專注的凝視，從政治的、社會的、倫理與道德的紛雜中淨化為單純的美的層次。
一種觀點認為，古希臘的裸體藝術來自於原始社會的裸體之風，農業社會以前的人類，特別重視男女外生殖器的表現。那時的人類將性看作是上天給予的禮物，所以他們皆崇尚以性為美，以赤裸為美。到古希臘羅馬時期，裸體藝術創作進入了巔峰，當今斷臂的維納斯雕塑就是這一時期的代表作。
另外一種觀點認為，古希臘雕刻，喜愛以裸體為主，與當時戰爭不斷和體育風氣盛行大有關係。古希臘人認為，身體健康、擅長運動的裸體男女，是在展示一種美的風格。也正是因為這種社會風氣，因此產生獨特的審美觀，導致古希臘人時常採用裸體的形式，來製作雕刻作品。

## 分期
古希臘雕刻使用材料以為主，不過遺留到今天的作品以石雕為主。
古希臘雕刻，依先後順序可分為下列幾期：

### 幾何風格時期（公元前十世紀至前八世紀）
幾何風格的代表文物，為在雅典所挖掘發現的大型陶器——各式陶瓶、陶缽，屬於隨葬用品，由於其主要出現雅典的狄甫隆區，因而稱為「狄甫隆瓶」。那時的雅典已經具備國家形成的雛形，社會階層已有分化的現象，所以就不難看出這些狄甫隆瓶，就是貴族階層所使用的物品。狄甫隆瓶在鑲邊上，用一些幾何形狀的圖案來裝飾，表現出那時希臘藝術就存在著兩種長久的特色，一是高度發展的圖案感，二是對數學形式的極度重視。例如，藝術家在想像描繪人體時，他們常運用小巧、概括的臉部，呈現倒三角形的軀體，曼妙的腰部和健美的大腿，先做大略的勾勒。直至今日，仍用這些特點來創作男性裸體雕塑。

### 東方化時期（公元前七世紀）
此一時期，這時藝術家接觸到東方藝術風格的作品，如紡織品、陶器和金銀製品，便加以吸收、模仿，而開創出新的風格。由於又參考有關於許多東方的花草、樹木圖案，例如玫瑰花紋、棕櫚葉紋、紙莎草花紋、獅、鹿等，因此陶瓶上的裝飾性又更加豐富多樣化。同時又觀察到東方工藝品的部分人物畫像後，古希臘藝術家也將民族的神話人物和傳說，描繪在陶品上。從雕像設計的尺寸，所用的設計方案、造型、姿態上可以發現，受到埃及人影響不小。
東方化時期的陶器，在工藝精美程度、色澤形象、多樣性、製作技術比幾何風格時期進步不少，陶器圖案也從簡單、單調的幾何圖案轉變成複雜而富有變化的自然和現實世界圖案。另外，東風化風格的陶器，也對希臘經濟的發展，帶來了影響，在商品的商業貿易中，佔有了一席之地。

### 古風時期（公元前660年至前480年）
此時期是造形藝術的形成期，古希臘雕刻逐漸脫離東方風格的模仿，而開創出自己獨有的風格，而古希臘雕刻歷史，嚴格來說應該從這裡開始，古希臘雕刻中，最為聞名後世的人體雕刻，從這一時期開始建立基礎。法國美術史學家丹納曾說：
|  | 希臘人表現人體還有一種全民性的藝術，更適合風俗習慣與民族精神的藝術，或許也是更普遍、更完美的藝術，這就是雕塑。人體雕刻藝術是古希臘雕刻藝術之冠。 |

此時期的雕刻深受埃及影響，人像生硬古扭，大都採取正面性姿態，兩手併貼於腿旁，左腳微微向前，肩寬腰窄，杏眼卷髮，不論是男女雕像，面部表情幾乎都是一模一樣的微笑，這種微笑統稱為「古風式微笑」，這時期雕刻另外一個特色，就是略有上色，以使五官更為清晰。後期雕刻產生新的元素，出現部分形象較為逼真的男性人體，這種男人雕像通稱為「阿波羅」。雕刻於公元前六世紀的《荷犢的男子》是古風時期的代表作，小牛的面部形象逼真，手舉小牛的男子雙臂也刻畫強壯結實。
在古希臘藝術發展史上，古風時期和古典時期之間，存在一個過渡階段。
公元前五世紀前半期，希波戰爭爆發，由於戰爭的慘烈與殘酷，而激發出藝術家強烈的愛國意識，所以在雕刻藝術中經常出現有關戰爭和歌頌英雄的主題，這一時期的作品較為嚴謹而寫實，與古風時期可以說是大異其趣。主要特點在於：由靜態的造型演變成多角度表現人物；以往只是單純表現人物正面演變成多角度表物人物。也因為雕刻技術，又再進一步成熟，而發展成為一種比例勻稱、構架精準、身體線條清晰的「團塊」體系。此時期的代表作有《駕車人》《波塞頓》《魯多維奇寶座浮雕》及《里亚切青銅雕像》等。

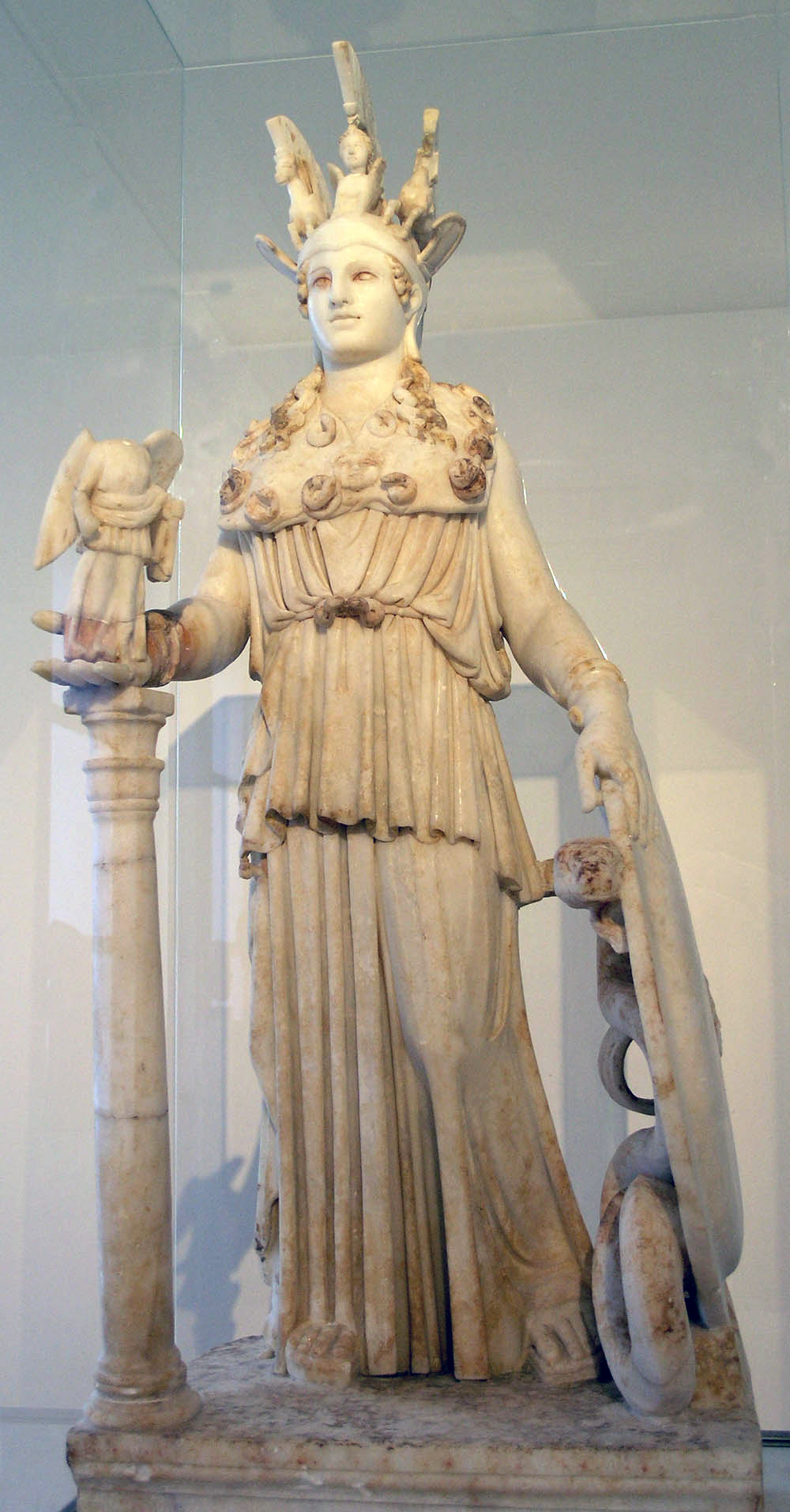
雅典娜像，羅馬複製品，收藏於希臘雅典國家考古博物館

### 古典時期（公元前480年至前330年）
此時期已有青銅作品產生，對人體美的動態表現得栩栩如生與均衡，米隆的掷铁饼者、波留克列特斯的荷槍者、普拉克西特列斯的維納斯、菲狄亚斯的雅典娜·帕德嫩，都是此時的傑作。
古典前期
公元前480年，希臘城邦在波希戰爭獲勝後，希臘文化發展進入黃金時期，同時也是希臘雕刻藝術的全盛時期，它在追求「真實的完全」和「客觀的真實完美」達到了極致。主要特點在於，雕刻作品更加生動逼真，放棄原來刻板僵直的立像模板，轉為活潑生動的運動姿態。這一大轉變與雕塑技術和材料有所關係。公元前六世紀，青銅中空鑄模法問世，該技法能金屬鑄匠可以做出和石製品大小一樣的雕像，所以藝術家喜愛使用青銅器來創作雕刻作品，原因在於青銅器容易雕鑄某些在大理石無法完成的動作和形狀。
另外還有另一個因素影響著古典時期雕刻藝術的發展，即為畢達哥拉斯的哲學主張。畢達哥拉斯認為數是萬物的根源，強調找出事物背後數的關係，為這些數附上神聖和神秘的內涵。人們普遍認為青銅器中空鑄模法是是奧多羅斯和羅科斯所發明的，他們與畢達哥拉斯是相同時代的人，因此極有可能一同影響這段時間的藝術發展。總而言之，畢達哥拉斯的哲學主張促使藝術家將藝術形式看作是某種數量關係，並漸漸關注藝術形式中的數量比例關係，因而得出一些定律或規則，而被古希臘藝術奉為圭臬。
古典後期

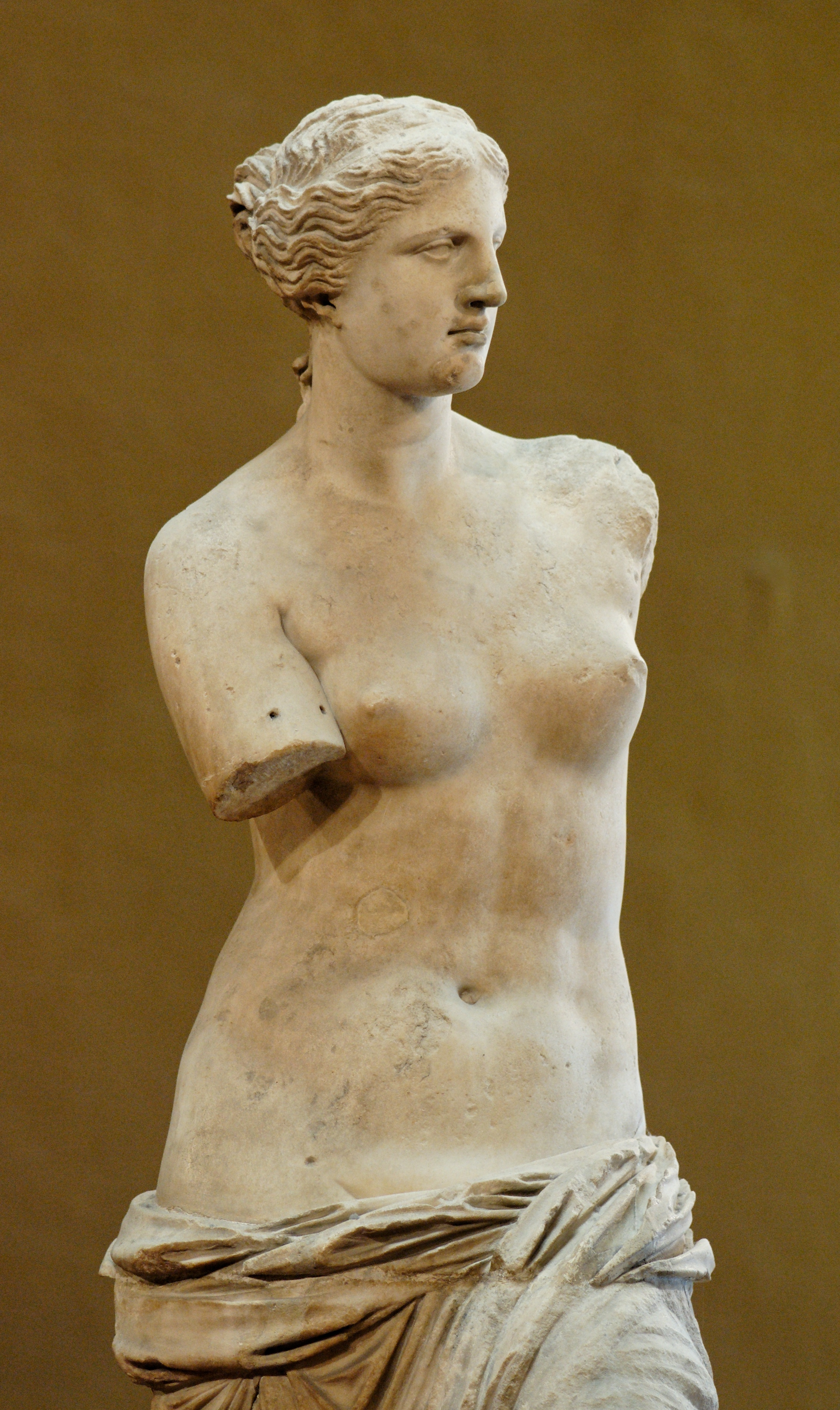
斷臂的維納斯

公元前四世紀的古典後期與古典前期比較，最大不同在於雕像加工略有放鬆，同時在複雜微小的心理刻畫和山水景觀的表現方面達到新的層次。古典後期出現三位大師級的雕刻家：普拉克西特列斯、斯科帕斯和留西波斯。前兩位曾參與摩索拉斯陵墓的雕刻工作。
普拉克西特列斯最為著名的作品是《裸體的阿芙羅狄忒》，是最早、最有名的阿芙羅狄忒裸體雕像，開啟女性裸體創作之風，他由於精通呈現女性的秀外慧中而聞名於世，斯科帕斯的風格總是憂鬱悲壯，其《海克力斯頭像》是廣被西洋藝術鑑賞家，評價為最佳作品之一，留西波斯喜歡用銅來雕塑人像，尤其注重人體各部的均衡美，他的作品獨樹一格，無意仿效前代藝術家作品的風格，他晚年曾為亞歷山大從事藝術創作，其中以《亞歷山大大帝銅像》最為出名。

### 希臘化時期（公元前330年至前30年）
由於亞歷山大的東征西討，也順道將古希臘藝術傳播到東方，而之後統一帝國的創建和城邦國家的解體，使這時的藝術風格，又產生新的轉變，此時期的最大特色，作品題材走向寫實化、生活化、多元化與官能化的風格，一般市井小民、婦女、拳師等，都是成為作品的目標，不過其中有些作品缺乏宗教色彩，多是為了迎合君王和富豪的需求而作，流於結構複雜和技巧誇張，變成所謂過度裝飾的「巴洛克式藝術」，喪失希臘古典藝術的高雅氣氛，德國藝術家約翰·約阿希姆·溫克爾曼曾說：「早已失去高貴雄雅和靜謐偉大」，總之，希臘化時代的藝術，是希臘藝術的末期現象，其被批評為頹廢庸俗。維納斯與愛神、勞孔與聞名於世的米羅的維納斯等，便是此期的代表作品。

## 畫廊

### 女性

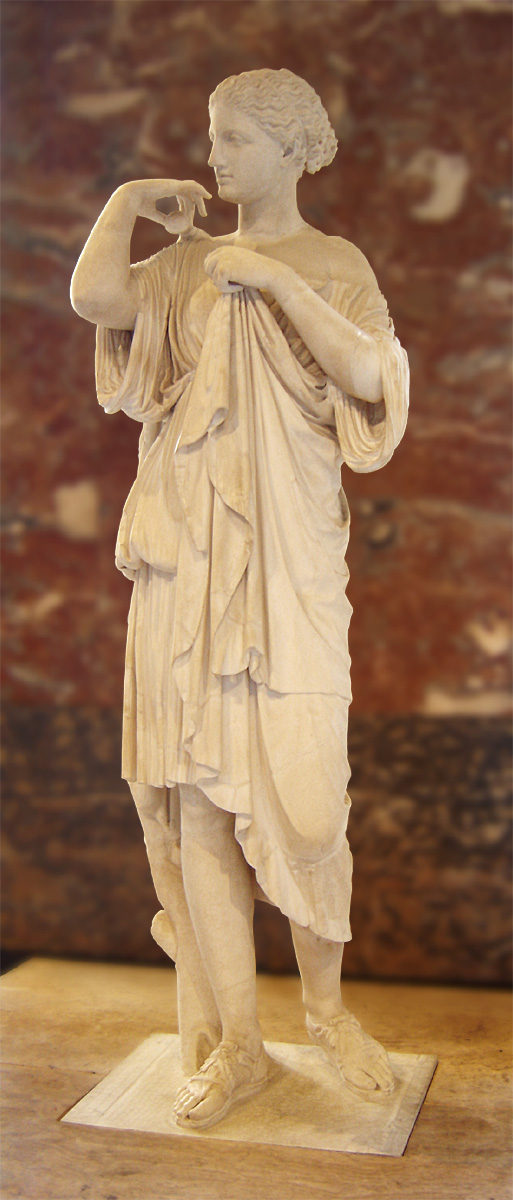
迪普莱（Diplax）
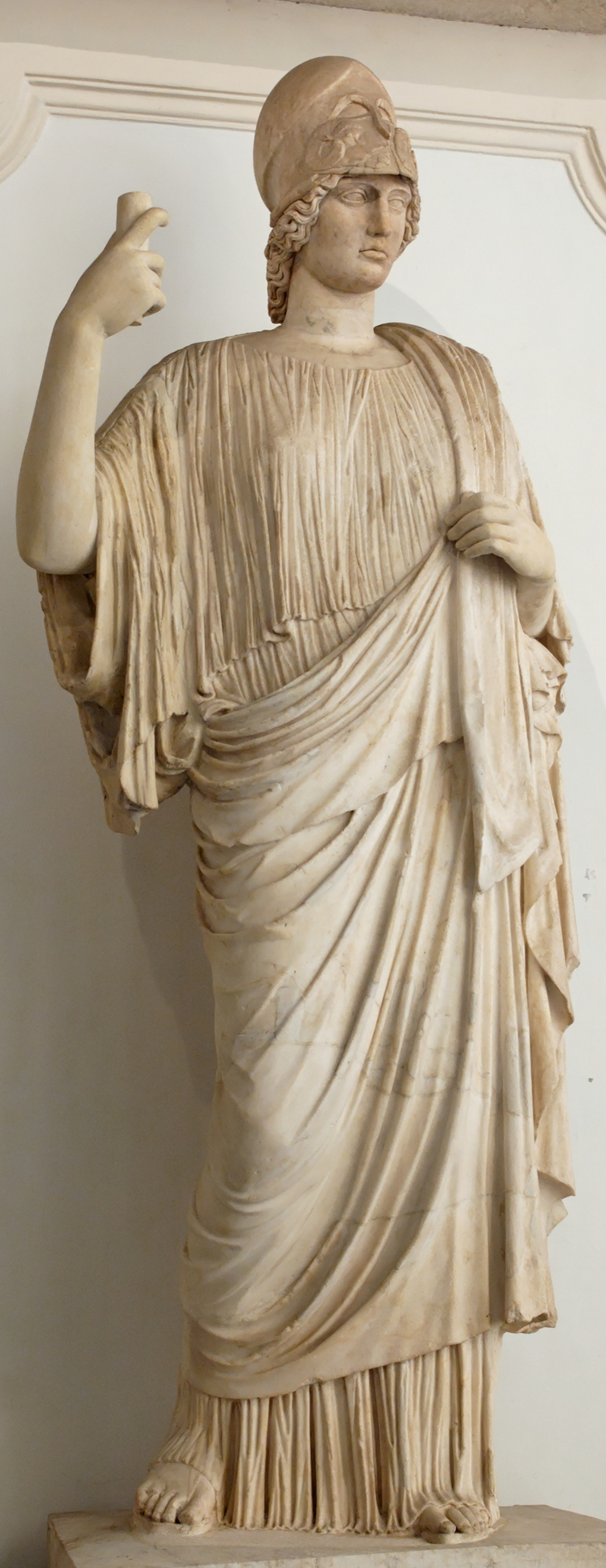
雅典娜（Athena/Pallas）
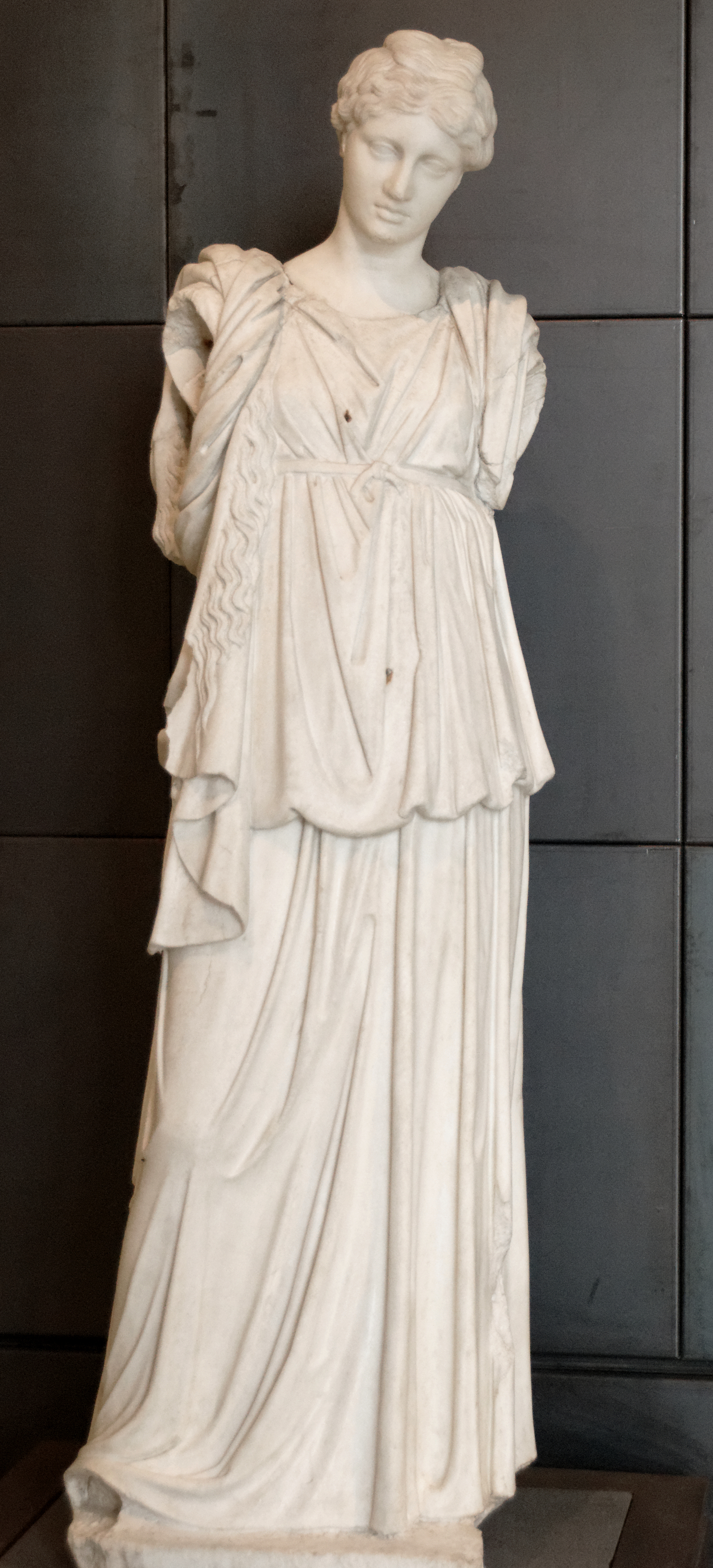
凱登（Chiton）

### 男性

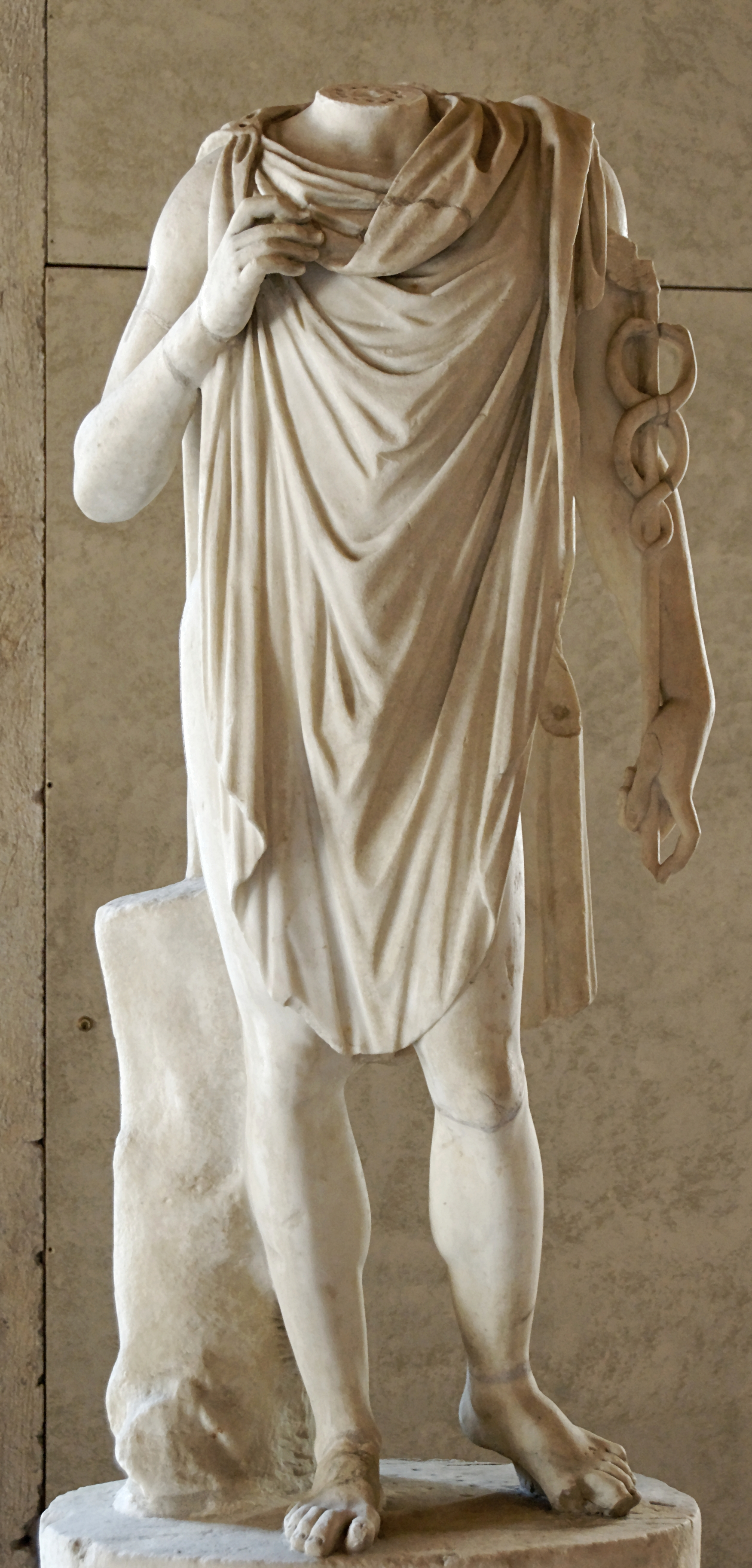
克拉米斯（Chlamys）

## 註腳
1. ↑  Cook, 19
2. ↑  王尚德. . . 2010: 148頁.
3. 1 2 3  王尚德. . . 2010: 148-149頁.
4. ↑  蔣勳. . . 2003: 26頁.
5. 1 2  王尚德. . . 2010: 149-150頁.
6. ↑  王尚德. . . 2010: 151頁.
7. 1 2 3  王尚德. . . 2010: 151-152頁.
8. 1 2 3  王尚德. . . 2010: 152頁.
9. 1 2 3 4 5 6 7  王尚德. . . 2010: 152-154頁.
10. 1 2 3 4 5 6 7 8 9  王尚德. . . 2010: 154-155頁.
11. ↑  馮作民. . . 1979: 829-831頁.
12. ↑  馮作民. . . 1979: 831-832頁.
13. 1 2 3 4  馮作民. . . 1979: 704頁.